# كينغيرو كاواساكي
كينغيرو كاواساكي (باليابانية: 川崎憲次郎؛ بالكانا: かわさき けんじろう) هو لاعب كرة قاعدة ياباني، ولد في 8 يناير 1971 في سايكي في اليابان.

## وصلات خارجية
- كينغيرو كاواساكي على موقع الدوري الياباني لكرة القاعدة (الإنجليزية)
- كينغيرو كاواساكي على موقعبيزبول رفرنس.كوم (الدوري الثانوي) (الإنجليزية)